# Léon de Lantsheere
Léon Marie Joseph Antoine de Lantsheere, né le 23 septembre 1862 à Bruxelles et mort le 26 août 1912 au château de Putberg à Asse alors qu’il était âgé de 49 ans, des suites d'une crise d’urémie.
Il était professeur à l’Université catholique de Louvain, docteur en droit et en philosophie, avocat et comme homme politique. Il s’est intéressé à diverses sciences humaines, ainsi qu’aux mathématiques, aux langues et civilisations anciennes et à l’histoire de la littérature des arts.
« Sa riche personnalité, aussi diverse que pleine de probité, lui valut d'accomplir, pendant les 27 ans que la destinée assigna à sa vie active, une carrière exceptionnellement brillante, tout entière placée au service du bien commun et de la chose publique.»

## Biographie

### Jeunesse et famille
Léon Marie Joseph Antoine de Lantsheere est le fils de Léonie Philomène Beeckman de Crayloo(1836-1918), elle était dame de l’Ordre de la Reine Marie-Louise d’Espagne et de Théophile Charles André de Lantsheere (1833-1918), avocat, ministre de la Justice (de 1871 à 1878), gouverneur de la Banque nationale de Belgique (de 1905 à 1918), président de la chambre des représentants (de 1884 à 1895), et ministre d’État. Celui-ci fit ses études secondaires au petit séminaire de Malines, ensuite au collège des Jésuites à Alost et enfin ses études supérieures à l’Université catholique de Louvain et obtint son diplôme de docteur en droit et en sciences politiques et administratives.
Léonie et Théophile se  sont mariés à Audenarde le 6 septembre 1860 et eurent 4 enfants. L’ainée, Nathalie Marie Jeanne Antoine de Lantsheere (1861-1932), fut chanoinesse de Latran au couvent des Dames anglaises à Bruges, Léon est le deuxième enfant, le troisième enfant Alice Emilie Petronille Marie Antoinette Lantsheere (1864-1944) qui a épousé le notaire Louis Vergote, le fils du gouverneur de Brabant, Auguste Vergote et enfin Auguste Marie Joseph Maurice de Lantsheere, le cadet (1870-1932) licencié en philosophie et lettres et en sciences politiques et sociales, il était le bourgmestre de Meldert, ainsi qu’officier de l’Ordre de la Couronne, Chevalier l’Ordre de Léopold, Commandeur dans l’Ordre la Reine Victoria d’Angleterre, Chevalier de la légion d’honneur de France, Chevalier de l’ordre de la dame de la villa Vicosa et Chevalier de l’Ordre du Christ au Portugal et enfin gouverneur de la Société générale de Belgique.
Léon de Lantsheere s’est marié à l’âge de 32 ans, le 27 août 1895 avec Marguerite Kerckx (1865-1951) à Bruxelles, et ils eurent cinq enfants Théophile (1897-1958), Madeleine (1899-1964), Alice (1900-1956), Jean (1902-1974) et Emmanuel (1908-1910).

## Études
Léon de Lantsheere a commencé ses études secondaires au collège Saint-Michel (Bruxelles), à la fin de ses études, après un long moment d’hésitation entre faire des études de sciences ou de mathématiques, il suivit finalement les traces de son père et se dirigea vers des études de droit et de philosophie à l’Université catholique de Louvain où il obtenu son doctorat en droit en 1885 et son doctorat en philosophie en 1886, de là, il devint le deuxième docteur de la Nouvelle École supérieur de philosophie.

## Carrière dans l'enseignement
Léon de Lantsheere était attaché à son métier de professeur : « Je tiens avant tout, à mon titre de professeur à l’Université catholique et je n’accepterais pas les fonctions ministérielles, si je ne savais pas qu’elles me permettront de conserver ce titre et de reprendre mon cours quand ma carrière, longue ou courte aura pris fin au Ministère.» Ce message était adressé au recteur magnifique en 1908.
L’enseignement de Léon de Lantsheere était édifié par ses études philosophiques. Il pratiquait la scolastique qui était fournie à sa pensée tant artistique que philosophique. Il a apporté à son enseignement une contribution à la sociologie naissante car elle permettait d’apporter du progrès au niveau des sciences de l’homme. Son enseignement universitaire était considéré comme étant : « élevé et positif » dû à son ouverture d’esprit.
À la Faculté, il a suivi le cours de Jean-Joseph Thonissen et de Albert Nyssens, en droit pénal où il a déclaré appartenir à l’école néo-classique du droit pénal, cette école critique la pensée classique du droit pénal, pour lui, cette école dépouille l’homme par abstraction de toute réalité vivante. En 1895, il est devenu professeur de criminologie et fonda l’École des sciences politiques et sociales, où il enseigna  le droit civil comparé et le droit international privé comparé. Il avait comme objectif de compléter le droit privé car il le considérait comme étant trop national.
À l’Institut supérieur de philosophie, il enseigna chaque semaine, à partir de 1895 et pendant plus de 10 ans, des cycles de conférences sur la classification des sciences, sur la philosophie de l’histoire et de la sociologie et sur la critique des œuvres de philosophes tels que Descartes, Kant, Spinoza et Hegel.
Il a également étudié la langue et la civilisation assyriennes, les origines du christianisme et les littératures modernes et artistiques.

## Carrière en politique
Léon De Lantsheere était connu comme homme politique. En 1888, il devint avocat à la Cour d'appel de Bruxelles et en 1889, il devint membre du Conseil supérieur du Congo.
Ensuite de 1889 à 1900, il était conseiller provincial du Brabant et il est entré dans la Chambre en 1900. A ce moment-là, ce sont les forces démocrates et progressistes qui gouvernaient depuis 1884. De ce fait, dès 1891, Jules Renkin et Henry Carton de Wiart, deux avocats ont créé « La Jeune Belgique catholique » et ont publié L’avenir Social en 1885, ils créèrent ensuite la « Fédération démocratique chrétienne de Bruxelles » avec un périodique nommée La Justice sociale et dès le deuxième numéro Léon de Lantsheere en est devenu le rédacteur en chef.
Du 27 mai 1900 au 26 août 1912, Léon de Lantsheere était le représentant de Bruxelles à la Chambre et il faisait partie de la Jeune droite avec Renkin, Carton de Wiart, Léon Mabille et Charles de Ponthière. De 1901 à 1906, il rédigeait les rapports sur le budget du ministère de la Justice.
Entre-temps, en octobre 1908, le roi Léopold avait confié à Lantsheere le portefeuille de la justice qui était jusqu'alors détenu par son père Théophile de Lantsheere. Ensuite, d'octobre 1908 à juin 1911, Léon Lantsheere remplaça Renkin et devint Ministre de la Justice du Gouvernement Schollaert (1908-1911), présidé par le premier ministre François Schollaert. Léon Lantsheere  était alors considéré comme le troisième ministre de tendance chrétienne-démocrate après Joris Helleputte et Renkin.
En 1911, il est devenu doyen à la faculté de Droit à l’université catholique de Louvain.

## Engagement colonial
Dès 1885, il s’est intéressé à la question coloniale en Belgique. Il était député de Bruxelles depuis peu lors de la discussion relative au droit d’adoption de la Belgique, issu de la Convention du 3 juillet 1890.
Le cabinet de Smet de Naeyer influencé par le Roi-Souverain qui ne souhaitait pas l’annexion du Congo par la Belgique, s’y était opposé et de ce fait, a déposé seulement un projet de loi ne comportant qu'un ajournement de cette annexion. À l'inverse, un groupe de droite dans lequel se trouve Léon de Lantsheere, conduit par Auguste Beernaert, dépose le 30 mai une contre-opposition portant l’annexion immédiate du Congo. Il fut le rapporteur du nouveau projet de traité de cession de la Chambre. Léon de Lantsheere a pris des risques en sa qualité de député récemment élu car prendre une décision aussi ferme non seulement vis-à-vis de ses amis mais également vis-à-vis des vues du Roi-Souverain qu’il risquait d’offenser dangereusement.
Auguste Beernaert, à la suite de certaines révélations des intentions royales, se rétracte ainsi que ses cosignataires. Ils finissent par se mettre du côté du gouvernement et signer leur proposition. Par contre, Léon de Lantsheere s’abstient et reste sur ses positions. C’est seulement à partir de ce moment-là qu’il va s’attacher de près à la question coloniale. Il commença notamment à intervenir à plusieurs reprises dans le débat institué par Paul Hymans et Émile Vandervelde au sujet de la lettre et du codicille royaux du 3 juin précédent.
Après avoir convaincu la Chambre du principe de l’annexion immédiate, la question se pose du maintien du Domaine privé et de la Fondation de la Couronne. Léon de Lantsheere reste sur le fait que la Belgique a le droit de reprendre le Congo et à « élaborer en tout indépendance le régime organique de sa colonie ». Il reste inflexible dans la défense des droits de la Belgique et fait même partie de ceux « qui vouent au Monarque une reconnaissance profonde pour l’œuvre par lui accomplie en Afrique en faveur du pays». Son intervention fut de toute première importance au cours de la phase décisive du débat colonial car c’est lui qui a la mission d’élaborer le rapport de la Commission des XVII sur le traité de Cession en 1908 et enfin de le présenter devant la Chambre. Il  va également profiter de cette occasion pour rappeler les liens de droit qui unissent la Belgique et le Congo. Il s’est également intéressé à l’économie congolaise. Il en avait fait une étude des différents facteurs de l'économie. Ses travaux vont avoir un énorme impact sur le choix colonial.
Léon de Lantsheere devra répondre à une question à Vandervelde et Janson. Il y répondit le 4 mars 1910 : « Il (le Gouvernement) entend réclamer tout ce qui appartient à » l'État, mais il n'entend rien réclamer au-delà : » l’honnêteté la plus vulgaire le lui défendrait, » si sa dignité ne s'y opposait d'abord. C’est dans le but de réaliser cet accord qu'il s'employa pendant plusieurs mois, à une action concernant les valeurs attribuées par Léopold II à la Fondation de Niederfüllbach au cours de la discussion du budget du Congo. Le Gouvernement est parvenu à conclure, avec cette Fondation, un compromis car pour une première fois, toutes les valeurs détenues par elle faisaient retour à l'État Belge.

## Principales fonctions
- 1885 : Docteur en droit
- 1886 : Docteur en philosophie
- 1888 : Avocat à la Cour d'Appel de Bruxelles
- 1889 : Membre du Conseil Supérieur du Congo
- 1889-1900 : Conseiller provincial du Brabant
- 1895 : Professeur de la Faculté de Droit de l’Université catholique de Louvain
- 1900 : Membre de la Chambre des Représentants
- 27/05/1900-26/08/1912 : membre du Parlement arr. Bruxelles
- 1908-1911 : Ministre de la Justice

## Principales œuvres[9]
- 1886 : Du bien au point de vue ontologique et moral : dissertation pour son doctorat en philosophie : Comparaison entre la philosophie scolastique et la philosophie kantienne.
- 1888 : Règlementation de la prostitution, en collaboration avec M.E Hanssens.
- 1891 : De la race et de la langue des Hittites, J. Goemaere lire en ligne sur Gallica
- 1894 : Le droit à Babylone et l’évolution juridique, F. Larcier.
- 1904 : discours prononcé à la distribution des prix de l’école Saint-Luc (Bruxelles)
- 1905 : discours prononcé à la distribution des prix de l’école professionnel de la rue Brialmont (Bruxelles)
- 1910 : discours prononcé à la conférence de droit pénal à Bruxelles
- 1904 : discours prononcé à la distribution des prix de l’école Saint-Luc (Bruxelles)
- 1910 : discours prononcé à l’ouverture du congrès d’éducation familiale à 3ème Congrès
- 1910 : discours prononcé à l’occasion du centenaire du décret de 1-10 rétablissant l’ordre des avocats
- 1911 : discours sur l’École neutre
- Congrès scientifiques international des catholiques :
- 1991 : De la race et de la langue des Hittites
- 1995 : Note sur la métrique assyrienne
- Mélanges :
- 1896 : « Le pied et la chaussure comme symboles juridiques », Mélanges Charles de Harlez, Leyde, 1896, p. 149-161
- Revue générale :
- 1890 : L’objectivité de la connaissance
- Revue néo-scolastique :
- 1894 : Les caractères de la philosophie moderne
- 1897 : L’évolution moderne du droit naturel
- Revue des questions scientifiques :
- 1887 : Hittites et Amorites [lire en ligne]
- Revue catholique de droit :
- 1904 : Le centenaire du Code civil
- Annales de sociologie et mouvement sociologique :
- 1903 : L’origine de la peine au point de vue sociologique, p. 311
- Revue sociale catholique  :
- 1898 : Le pain volé
- 1912 : Les controverses relatives à la personnification civile
- 1912 : Les élections du 2 juin 1992 en Belgique